# Jixiao Xinshu

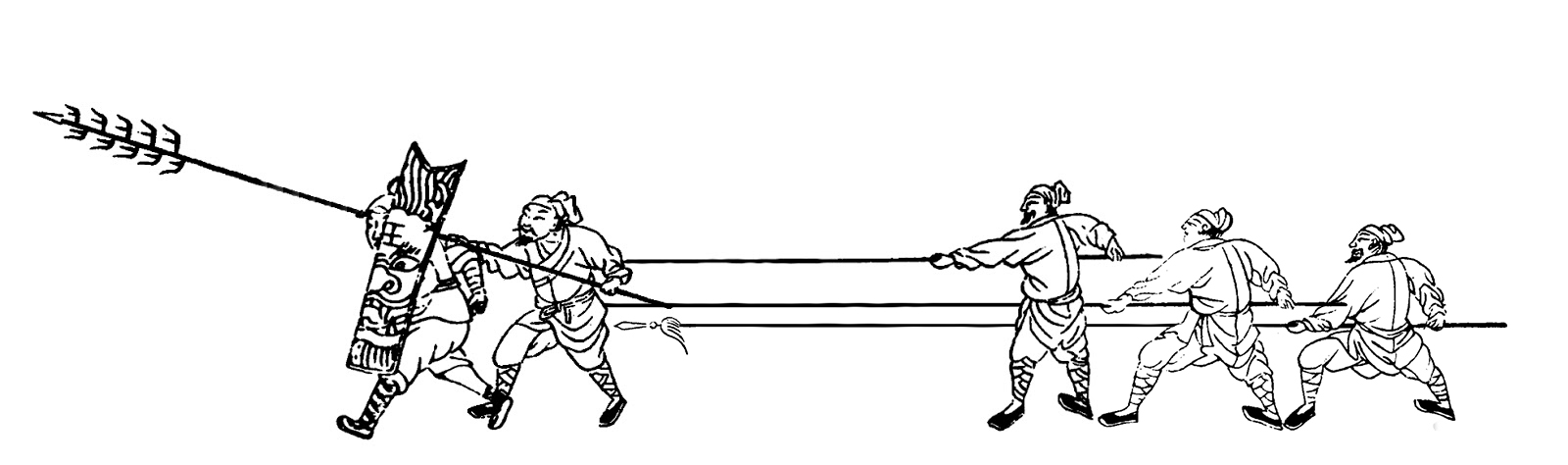
A “formação secreta”, precursora da formação “Pato-mandarim” de Qi Jiguang. A equipe de cinco homens consistia em um líder armado com escudo, um homem com um pincel de lobo e três lanceiros. “Formações secretas” eram empregadas em terreno plano em grandes blocos, de modo que os soldados com escudos e pincel de lobo protegessem os lanceiros de flechas e armas de combate corporal.

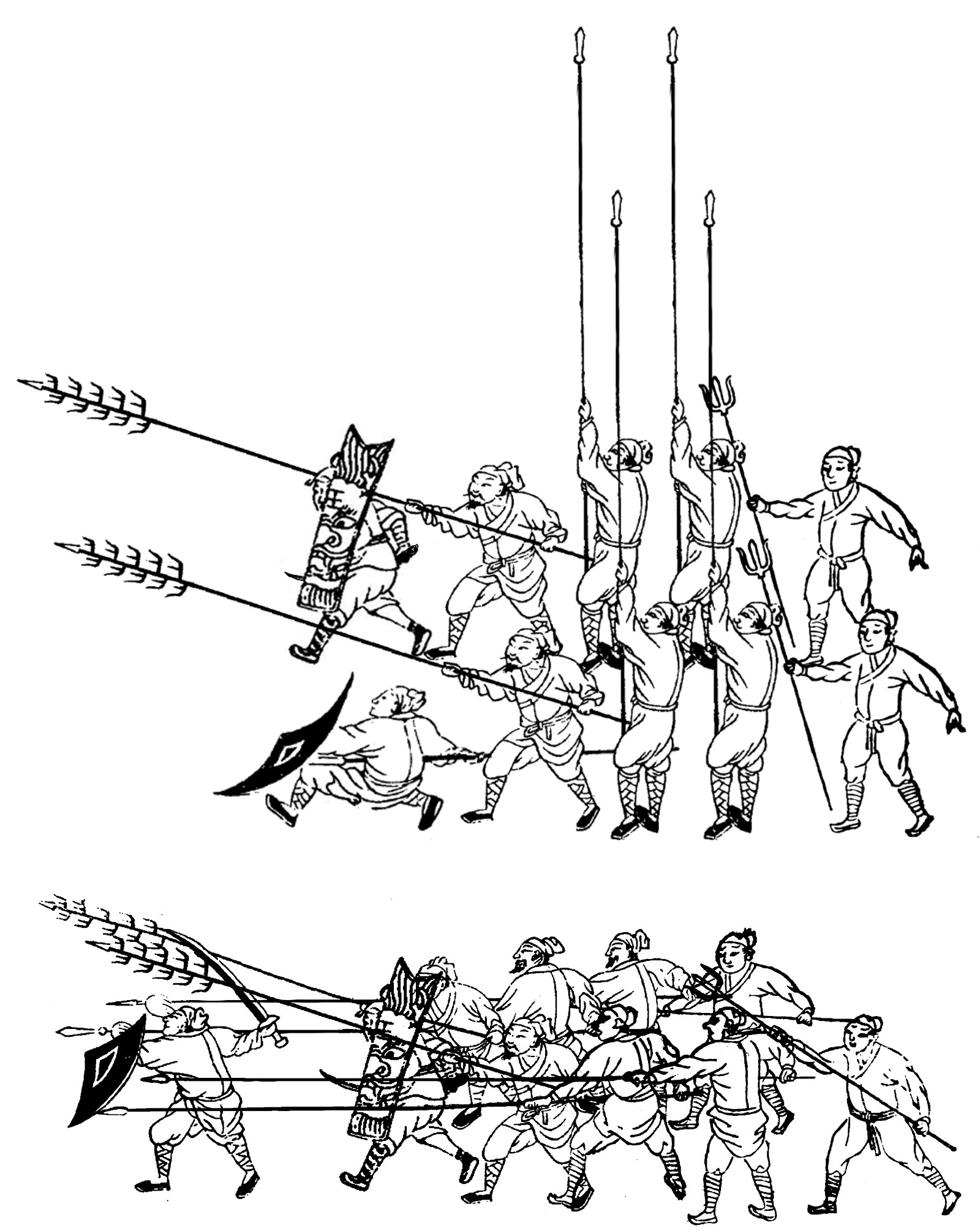
Formação “pato-mandarim” de Qi Jiguang em descanso e em combate. Consistia em duas equipes de cinco homens, um líder e um carregador. Cada equipe tinha um espadachim (líder), um soldado com “pincel de lobo”, dois lanceiros e um soldado com tridente.

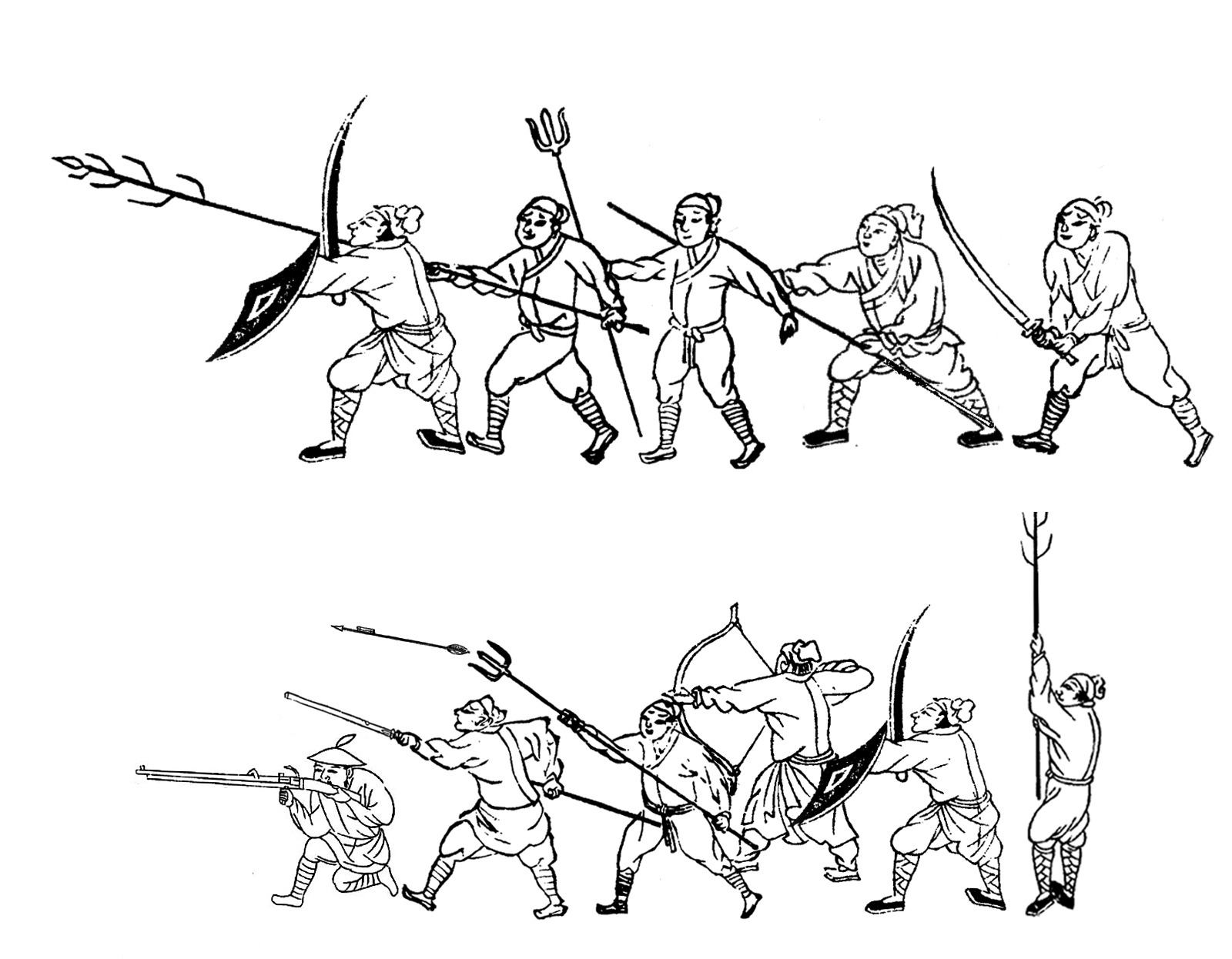
A “nova formação pato-mandarim” de Qi Jiguang. Essa formação modificada foi criada para as condições do norte da China, onde os principais oponentes eram nômades de cavalaria móvel. Devido à alta mobilidade, o uso de armas de fogo não era muito enfatizado e apenas dois homens portavam armas de fogo: um arcabuz e um tiller gun. Exceto pelo líder de esquadrão e o arqueiro, o restante estava pronto para combate corpo a corpo.

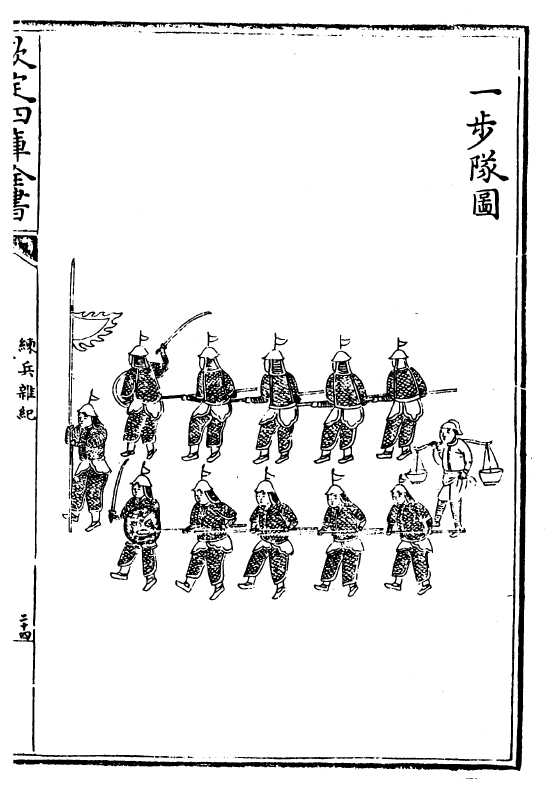
“Esquadrão de infantaria” de Qi Jiguang – um contingente de soldados blindados

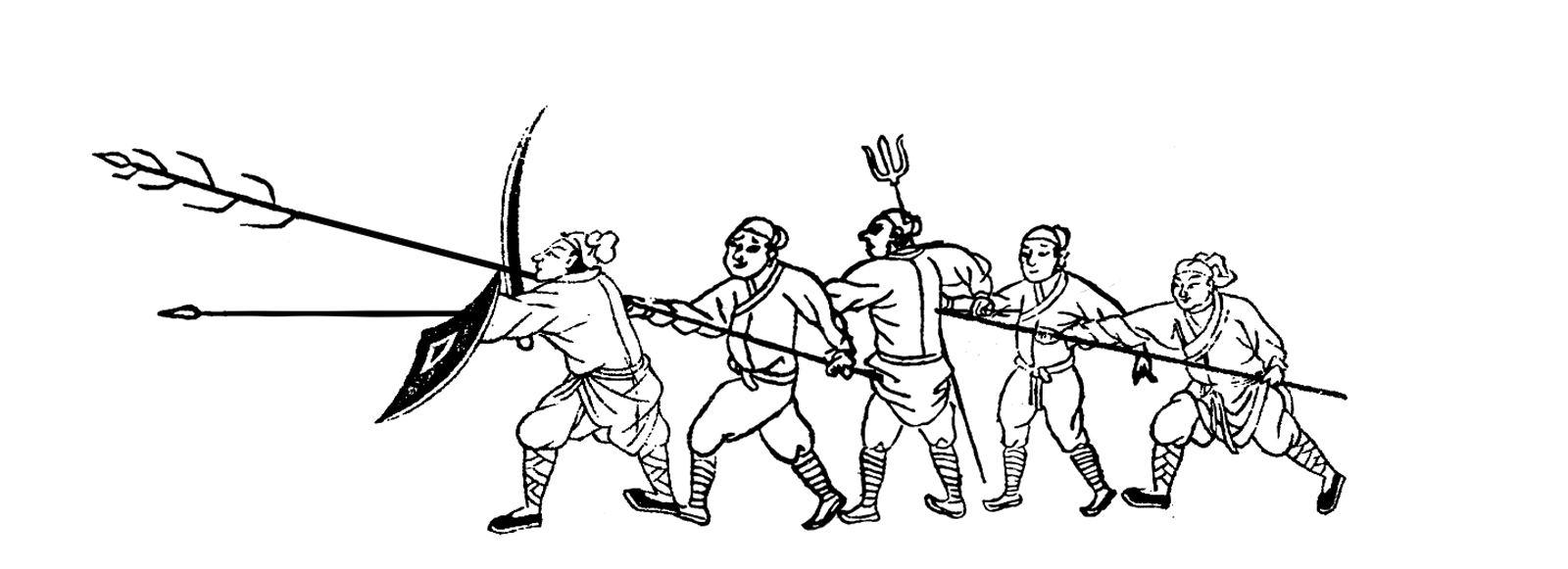
O “esquadrão matador” de Qi Jiguang. O esquadrão matador era uma formação pato-mandarim reconfigurada, geralmente usado em conjunto com o “esquadrão de armas de fogo” para prover suporte de combate corpo a corpo.

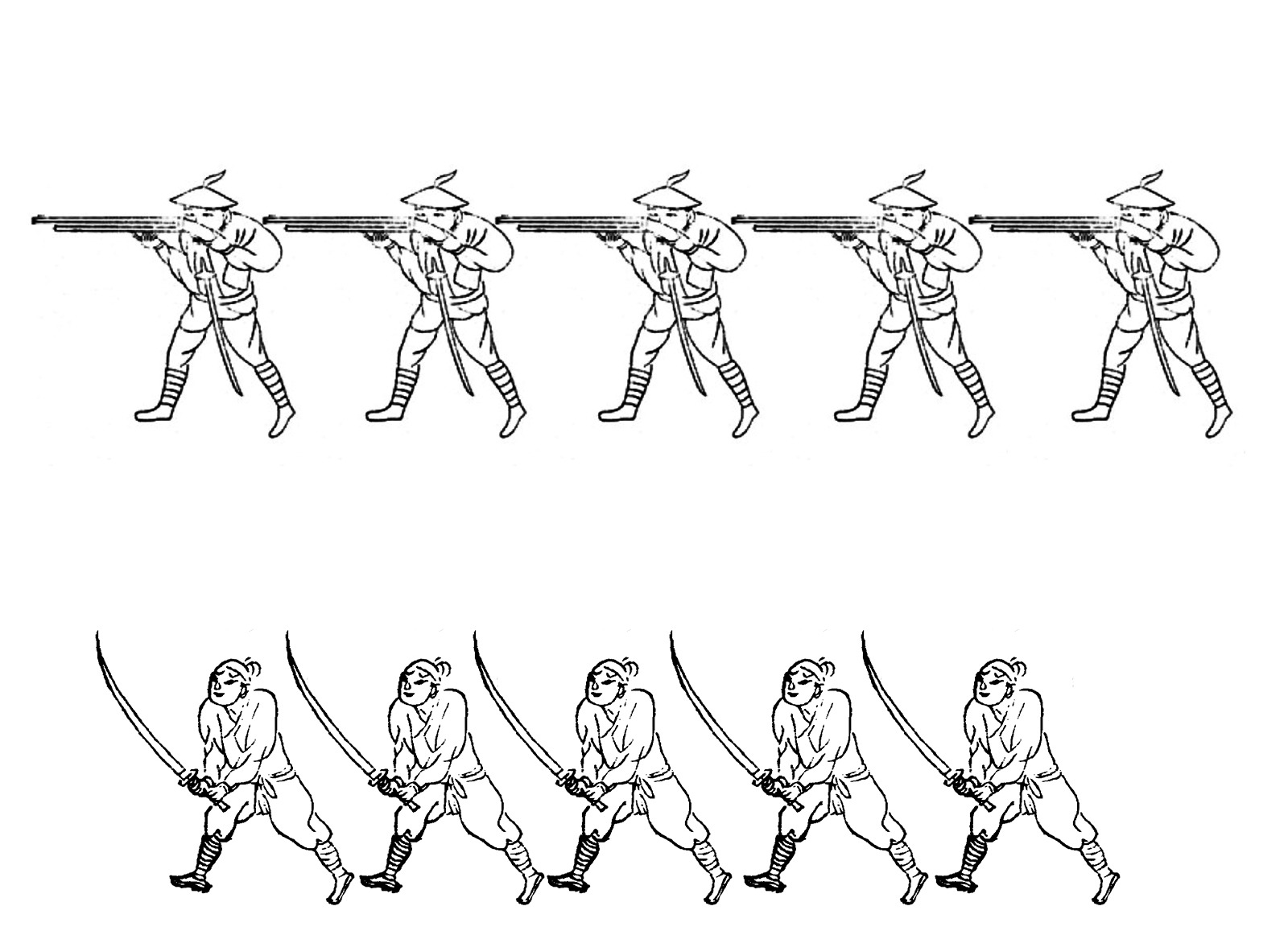
O “esquadrão de armas de fogo” de Qi Jiguang. O esquadrão de armas de fogo era composto por um líder de esquadrão, dez soldados e um carregador.

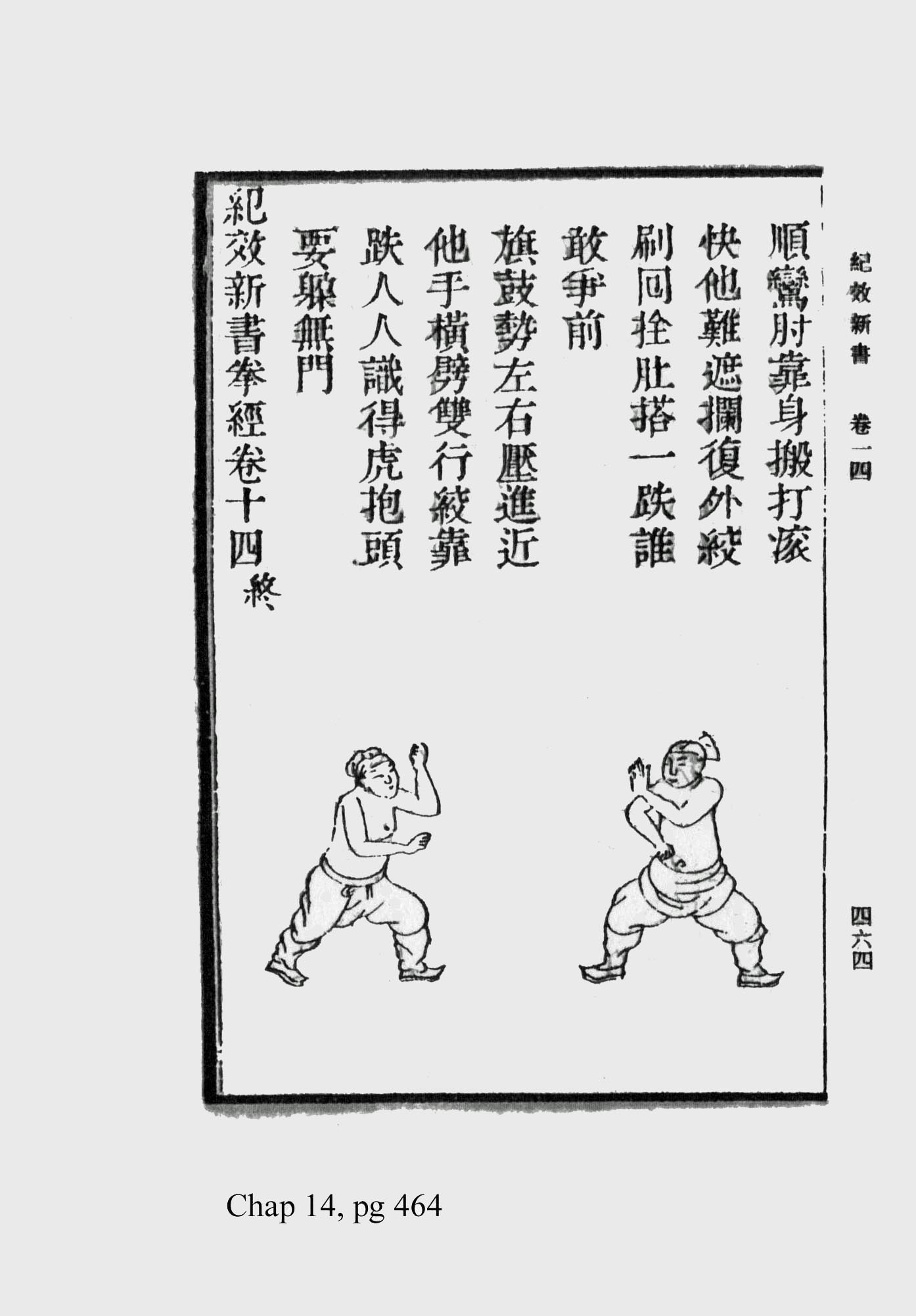
Representação de luta desarmada no manual, incluindo posturas como o bloqueio de “asas de cotovelo” do Nanquan (à direita) e o “cotovelo ascendente” (顶肘, Dǐng zhǒu) do Bajiquan (à esquerda)

Jixiao Xinshu (chinês tradicional: 紀效新書, chinês simplificado: 纪效新书, pinyin: Jìxiào xīnshū), ou Novo Tratado sobre Eficiência Militar, é um manual militar escrito na década de 1560 e 1580 pelo general Qi Jiguang, da Dinastia Ming. Sua principal relevância está em defender uma abordagem de armas combinadas na guerra, empregando cinco tipos de infantaria e dois tipos de apoio. Qi Jiguang dividia a infantaria em cinco categorias: tropas com armas de fogo, espadachins, arqueiros com flechas incendiárias, arqueiros comuns e lanceiros. Ele subdividia as tropas de apoio em arqueiros montados e unidades de artilharia. O Jixiao Xinshu também é um dos textos do Leste Asiático mais antigos que abordam a relevância das artes marciais chinesas no treinamento militar e na guerra. Vários estilos de artes marciais contemporâneos à época de Qi são mencionados no livro, incluindo o método de bastão do templo de Shaolin.

## Contexto
No final do século 16, as forças militares da dinastia Ming estavam em más condições. Enquanto as tropas mongóis de Altan Khan atacavam a fronteira norte, a costa chinesa sofria com piratas wokou, supostamente de origem japonesa. Qi Jiguang foi designado para a defesa de Zhejiang em 1555, onde criou seus próprios padrões de organização militar, equipamento, táticas, treinamento e procedimentos. Ele publicou suas reflexões sobre técnicas, táticas e estratégias militares no Jixiao Xinshu após obter várias vitórias em combate.

## Conteúdo
Existem duas edições do Jixiao Xinshu. A primeira foi escrita em 1560-1561 e tem 18 capítulos. É chamada de “edição de 18 capítulos”. A segunda edição, publicada em 1584, durante a aposentadoria forçada de Qi, inclui material reeditado e novo em 14 capítulos, sendo conhecida como “edição de 14 capítulos”.
A edição de 18 capítulos traz os seguintes:
| Capítulo | Tema                                                                                               |
| -------- | -------------------------------------------------------------------------------------------------- |
| 1.       | Equipes de cinco homens                                                                            |
| 2.       | Sinais e comandos                                                                                  |
| 3.       | Motivando as tropas                                                                                |
| 4.       | Emissão de ordens; proibições durante o combate                                                    |
| 5.       | Treinamento de oficiais                                                                            |
| 6.       | Avaliação de soldados; recompensas e punições                                                      |
| 7. e 8.  | Atividades em campo; exercícios no acampamento com bandeiras e tambores                            |
| 9.       | A marcha                                                                                           |
| 10.      | Uso de armas de haste                                                                              |
| 11.      | Uso de escudos                                                                                     |
| 12.      | Uso de espadas                                                                                     |
| 13.      | Arco e flecha                                                                                      |
| 14.      | Quanjing Jieyao Pian (Capítulo sobre o Cânone de Punhos e Essenciais da Agilidade); luta desarmada |
| 15.      | Dispositivos e formações para defender muralhas                                                    |
| 16.      | Ilustrações de estandartes, bandeiras e tambores de sinalização                                    |
| 17.      | Postos de guarda                                                                                   |
| 18.      | Guerra costeira                                                                                    |

## Formação pato-mandarim
No Jixiao Xinshu, Qi Jiguang recomendava um esquadrão de 12 homens chamado “formação pato-mandarim” (chinês: 鴛鴦陣, pinyin: yuānyāng zhèn), com 11 soldados e uma pessoa encarregada de logística.
- 4 homens com lanças longas (mais de 3,7 m) (chang qiang shou 長槍手)
- 2 homens com sabre e escudo de vime, um de cada lado dos lanceiros (dun pai shou 盾牌手)
- 2 homens armados com lanças de pontas múltiplas (lang xian shou 狼筅手)
- 2 homens com tridentes ou espadas (duan bing shou 短兵手)
- 1 cabo (portando a bandeira do esquadrão) (dui zhang 隊長)
- 1 cozinheiro/carregador (pessoal de logística) (fuze huoshi de huobing 負責夥食的火兵)

A formação pato-mandarim era idealmente simétrica. Excluindo o cabo e o cozinheiro/carregador, os dez homens restantes podiam ser divididos em duas equipes idênticas de cinco pessoas. Assim, quando piratas japoneses atravessassem os lanceiros, os escudeiros criavam uma barreira protetora para os lanceiros vulneráveis. Em combate, os dois escudeiros tinham funções diferentes. O da direita mantinha a posição avançada do esquadrão, enquanto o da esquerda lançava dardos e atraía o inimigo. Os dois soldados com lanças múltiplas imobilizavam os piratas enquanto os lanceiros os atacavam. Os que portavam tridentes protegiam os flancos e a retaguarda.

### Armas de fogo
Depois de sofrer várias derrotas frente aos piratas, Qi também passou a defender enfaticamente a integração de equipes de mosquetes ao exército, dada sua maior precisão e poder de perfuração em comparação ao arco e flecha. Qi se tornou um dos principais defensores do uso de arcabuzes no exército Ming. Ele os valorizava por sua precisão e habilidade de penetrar armaduras.

Idealmente, cada equipe de mosquetes teria dez arcabuzeiros, mas na prática muitas vezes tinha quatro ou dois. A formação de mosquetes proposta por Qi era um grupo de 12 homens, semelhante à formação pato-mandarim de combate corpo a corpo. Entretanto, em vez de combater com armas brancas, empregava o princípio de fogo de salva, técnica que Qi desenvolveu antes da publicação da primeira edição do Jixiao Xinshu. As equipes podiam se alinhar em linha única, com duas camadas de cinco arcabuzetes, ou cinco camadas de dois atiradores. Assim que o inimigo estivesse ao alcance, cada camada disparava em sequência e, em seguida, uma unidade de combate corpo a corpo avançava à frente dos arcabuzes. Então, as tropas passavam a combater corpo a corpo junto do inimigo. Alternativamente, os arcabuzetes podiam se posicionar atrás de paliçadas de madeira ou outras fortificações, disparando e recarregando continuamente por turnos.
Cada esquadrão era treinado em cenários de combate coordenado e de apoio mútuo, com papéis bem definidos. Como os recrutas vinham do campesinato e não eram tidos como iguais aos adversários japoneses, Qi Jiguang enfatizava o emprego de armas combinadas e táticas em grupo. As unidades eram recompensadas ou punidas coletivamente: um oficial era executado se toda sua unidade fugisse, e se o líder de um esquadrão fosse morto em batalha, todo o esquadrão seria posto à morte.

## Produção de armas
O procedimento padrão para a obtenção de armas para um comandante como Qi Jiguang era atribuir cotas de produção a cada distrito local sob sua responsabilidade. As armas resultantes desse processo variavam muito em qualidade. Em particular, os arcabuzes explodiam com frequência alarmante, o que levou Qi a evitar depender de armas de fogo, preferindo usar espadas, escudos de vime e lanças de bambu. Contudo, mais tarde em sua carreira, Qi se tornou um firme defensor da integração de mosquetes, após sofrer diversas derrotas frente aos piratas. A reconsideração de Qi sobre armas de fogo na guerra levou à criação das primeiras equipes de mosquetes bem treinadas na China. Qi também foi pioneiro na técnica de fogo de salva de arcabuzes, que seria adotada em toda a China e na Coreia. O manual inclui várias passagens descrevendo o uso de mosquetes, a técnica de fogo de salva e a estimativa da porcentagem de falhas de disparo.

O manual traz esta descrição sobre a forja de espadas:
| “ | As seguintes etapas são necessárias no processo de fabricação da espada curta: 1. O ferro usado precisa ser forjado várias vezes (isto é, aquecido, martelado e dobrado repetidamente). 2. O fio de corte deve ser feito do melhor aço, livre de impurezas. 3. Toda a parte da lâmina em que o dorso ou crista se une ao fio de corte deve ser lixada para que pareçam se fundir sem emendas. Esse processo é necessário para possibilitar um bom corte. | ” |

## Luta desarmada
No Capítulo 14 do Jixiao Xinshu, seção conhecida como Quanjing Jieyao Pian, Qi trata do combate sem armas. Ele considerava a luta desarmada inútil no campo de batalha, mas reconhecia seu valor como forma de treinamento básico para fortalecer os soldados, melhorando seu preparo físico e confiança.
Em 32 versos, Qi descreve várias ações sem armas, representando as artes marciais da época. As descrições são em versos, geralmente com sete caracteres por linha, três sessões por verso.
Essas descrições raramente fornecem detalhe suficiente para reproduzir a técnica. Aludem a elas de forma relativamente vaga, geralmente apontando um panorama e um movimento subsequente ou de resposta, frequentemente acompanhados de um tom de vanglória.
Embora algumas posturas estejam ilustradas, o tom dos versos sugere que o leitor já deveria conhecer as técnicas mencionadas, ou que Qi não tinha real intenção de detalhar qualquer método de luta sem armas em seu texto.
Aproximadamente 40 posições marciais são identificadas no texto de Qi, nomeadas:
1. Postura “Saindo da porta”
2. Postura “Único Chicote”
3. Postura “Galo Dourado em Pé numa Perna”
4. Postura “Boi Inclinado”
5. Técnica de espião
6. Golpe curto
7. “Flor Amarela Aperte Firmemente”
8. Empurrar para tombar Mt. Tai
9. Postura “Madeira Aloes”
10. Golpe das Sete Estrelas
11. Montar o dragão de costas
12. Posição de estocada baixa
13. Postura de emboscada
14. Posição de cotovelo na mão
15. Golpe de divisão e empurrão
16. Passo instantâneo
17. Captura e agarramento
18. Posição dos quatro níveis médios
19. Postura do tigre agachado
20. Posição dos quatro níveis superiores
21. Posição de facada reversa
22. Postura com arco voltado para trás
23. Quatro partes do corrimão do poço
24. Golpe de divisão veloz
25. Chute “fantasma”
26. Recuperação de queda
27. Cotovelo que perfura o coração
28. Posição de dedos em oposição
29. Postura de cabeça de besta
30. Punho espiritual
31. Pardal no chão sob o dragão
32. Mão voltada para o Sol
33. Postura de golpe derrubador
34. Postura “asas de ganso selvagem”
35. Divisão de pinça
36. Postura “cavalgando o tigre”
37. Mãos soltas em movimento de tesoura
38. Posição “águia caçando o coelho”
39. Manobra “bola de canhão contra a cabeça”
40. Golpe “shuan shouh”
41. Postura “estandarte e tambor”

Algumas dessas técnicas se preservam nas artes marciais modernas. Quinze delas têm nomes muito parecidos ou idênticos aos de hoje no Taijiquan, especialmente no Estilo Chen, tais como:
1. Saindo da Porta
2. Chicote Único
3. Galo Dourado numa Perna
4. Técnica de espião
5. Empurrar e tombar Montanha Tai
6. Sete Estrelas
7. Montar o Dragão de Costas
8. Cotovelo na Mão
9. Captura e Agarramento
10. Punho Vermelho
11. Cotovelo que perfura o coração
12. Posição de Cabeça de Besta
13. Postura “Asas de Ganso Selvagem” (equivalente a “Grou Branco Abre as Asas”)
14. Postura de Cavalgar o Tigre
15. Manobra “Bola de canhão contra a cabeça”

Alguns especulam que o Taijiquan moderno se originou dos esquemas descritos nos 32 versos de luta sem armas de Qi, adotados por Chen Wangting como base de sua arte. Entretanto, isso abrange apenas uma fração das técnicas até mesmo nas rotinas mais antigas de Taijiquan.
No início do capítulo, Qi nomeia dezesseis estilos de luta diferentes, que ele julgava terem sido transmitidos de forma fragmentada, “alguns sem a parte inferior, outros sem a parte superior”.
Entre as artes listadas está o método de bastão de Shaolin, posteriormente documentado detalhadamente em Exposição do Método Original do Bastão Shaolin, de Cheng Zongyou, publicado por volta de 1610. Em contrapartida, não há menção a técnicas de Shaolin sem armas.
O registro de Qi sobre luta desarmada não inclui nenhum elemento espiritual nem menções a respiração ou circulação de qi. Em contraste, manuais de artes marciais chinesas do período de transição Ming–Qing em diante refletem uma fusão de técnicas de artes marciais com práticas de saúde taoistas, exercícios de respiração e meditação.

## Influência
Qi Jiguang foi um dos vários autores Ming que documentaram táticas militares e técnicas de artes marciais da época. As primeiras documentações conhecidas de estilos específicos de artes marciais chinesas surgiram durante a crise pirata no final da dinastia Ming, quando estudiosos e generais como Qi e seu contemporâneo Yu Dayou voltaram sua atenção a reverter o declínio das forças Ming. No final do século 16, as Invasões japonesas da Coreia (1592-1598) também estimularam grande interesse nos métodos de treinamento militar dentro do governo coreano. As obras de Qi Jiguang chamaram atenção por seu sucesso em campanhas contra piratas japoneses décadas antes. A edição de 14 capítulos do Jixiao Xinshu serviu de modelo para o mais antigo manual militar coreano conhecido, o Muyejebo, sendo difundido entre teóricos militares coreanos.
No Japão, tanto a edição de 14 quanto a de 18 capítulos foram publicadas várias vezes, e alguns métodos do Jixiao Xinshu foram incorporados ao Heiho Hidensho (Okugisho), livro de estratégia japonês escrito por Yamamoto Kansuke no século 16.

## Galeria

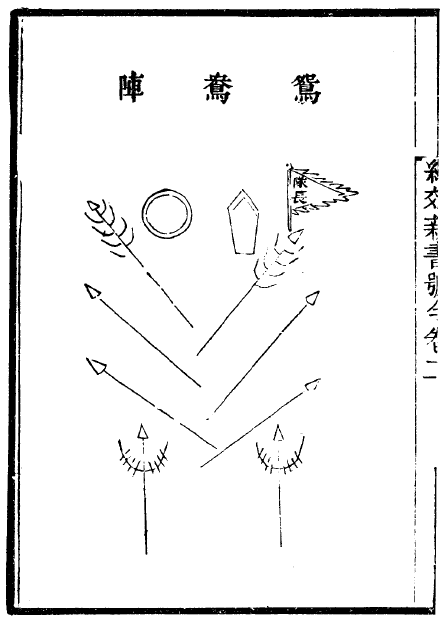
Layout da “formação pato-mandarim”
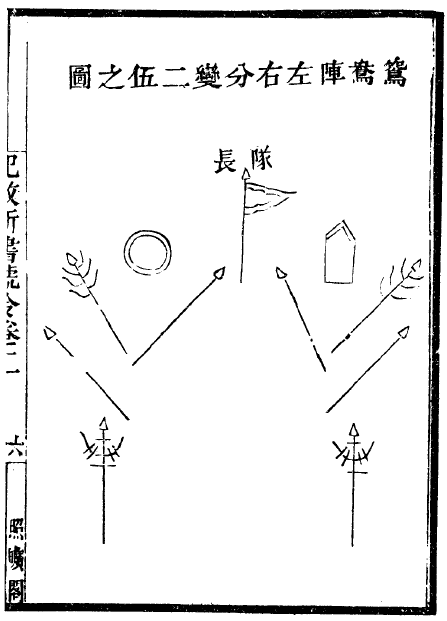
A “formação segundo poder” é um esquadrão “pato-mandarim” dividido
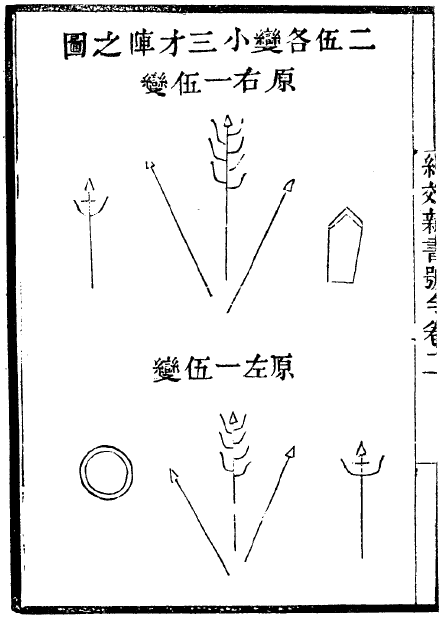
A “formação menor de terceiro poder”
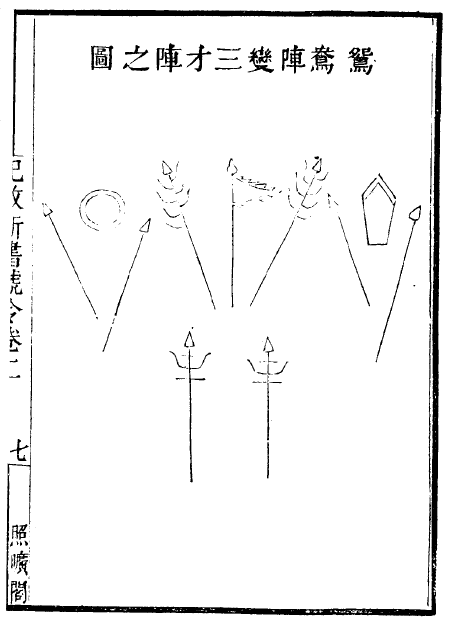
A “formação de terceiro poder”
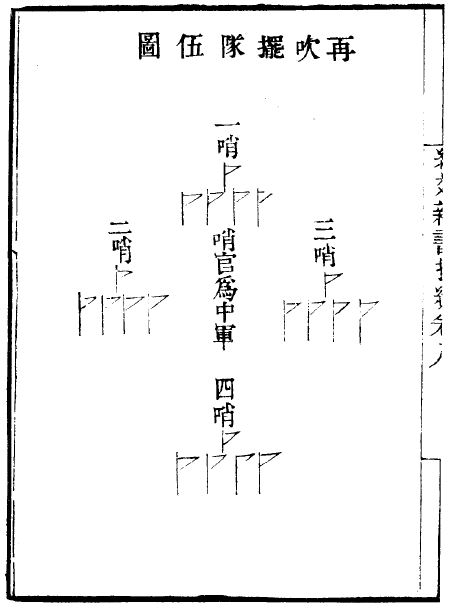
O exército se prepara para o combate e avança em linhas de batalha
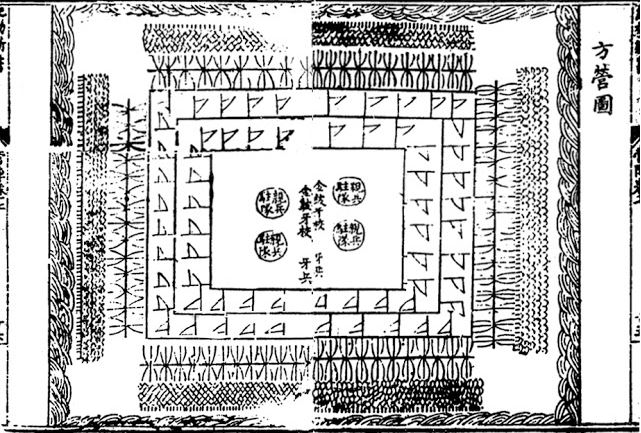
Uma formação de acampamento fortificado do Jixiao Xinshu